# Little Meadows (Pensilvania)
Little Meadows es un borough ubicado en el condado de Susquehanna en el estado estadounidense de Pensilvania. En el año 2000 tenía una población de 290 habitantes y una densidad poblacional de 49.3 personas por km².

## Geografía
Little Meadows se encuentra ubicado en las coordenadas 41°59′27″N 76°08′01″O / 41.99083, -76.13361.

## Demografía
Según la Oficina del Censo en 2000 los ingresos medios por hogar en la localidad eran de $40,500 y los ingresos medios por familia eran $44,821. Los hombres tenían unos ingresos medios de $27,125 frente a los $19,205 para las mujeres. La renta per cápita para la localidad era de $18,703. Alrededor del 11.5% de la población estaba por debajo del umbral de pobreza.